# Сьвйонтники-Великі
Сьвйонтники-Великі (пол. Świątniki Wielkie) — село в Польщі, у гміні Мелешин Гнезненського повіту Великопольського воєводства.
Населення — 161 особа (2011).
У 1975-1998 роках село належало до Познанського воєводства.

## Демографія
Демографічна структура станом на 31 березня 2011 року:
|          | Загалом | Допрацездатний вік | Працездатний вік | Постпрацездатний вік |
| -------- | ------- | ------------------ | ---------------- | -------------------- |
| Чоловіки | 82      | 27                 | 49               | 6                    |
| Жінки    | 79      | 15                 | 49               | 15                   |
| Разом    | 161     | 42                 | 98               | 21                   |